# Calidó (fill d'Etol)
Calidó (en grec antic Καλυδών), segons la mitologia grega, va ser un heroi grec fill d'Etol, rei de l'Èlida, i de Prònoe. És l'heroi epònim de ciutat de Calidó, a Etòlia, al nord del golf de Corint.
Casat amb Eòlia, va tenir dues filles, Epicasta i Protogènia.